# همسنخ‌جویی
همسنخ‌جویی، یک مقوله در علم شبکه است.
  این مفهوم بیان‌گر ترجیحی است که رئوس شبکه برای اتصال به رئوس مشابه خودشان دارند. معیارها برای سنجیدن این تشابه می‌تواند متفاوت باشد، اما یکی از راه‌های مرسوم برای تعریف شباهت درجه‌ی‌ هر رأس است. همسنخ‌جویی می‌تواند یک معیار برای بررسی رفتار شبکه‌های واقعی باشد. 
مثال‌های فراوانی برای شبکه‌های همسنخ‌جو و همسنخ‌گریز وجود دارد. یک مثال ساده‌ این است که در شبکه افراد جامعه، ازدواج افراد معروف با هم، اگر فرایند انتخاب همسر را فرایندی تصادفی درنظر بگیریم، باید اتفاق بسیار نادری باشد، چون تعداد افراد معروف نسبت به کل جمعیت انسان‌ها بسیار کم است. اما می‌توان به‌ وفور این رخداد را، ازدواج افراد معروف، در شبکه‌های اجتماعی و مجلات زرد پیدا کرد. این موضوع بیانگر آن است که شبکه ارتباطات انسانی به نوعی خاصیتی همسنخ‌جویی دارد.
بر طبق همسنخ‌جویی درجه رأس  شبکه‌ها را می‌توان به سه دسته تقسیم کرد.
- شبکه‌های خنثی: شبکه‌ای که اتصالات آن کاملا تصادفی است. یعنی ترجیحی بین اتصال به شبکه‌هایی با درجه رأس مشابه وجود ندارد.
- شبکه‌های همسنخ‌جو: شبکه‌هایی که رئوس مشابه بیشتر به هم متصل‌اند.
- شبکه‌های همسنخ‌گریز: شبکه‌هایی که رئوس با درجه بالاتر به رئوس با درجه‌ی پایین‌تر متصل‌اند و بالعکس. شبکه‌ی ستاره‌ای نمونه‌ای از این دسته است.

## معیارهای اندازه‌گیری

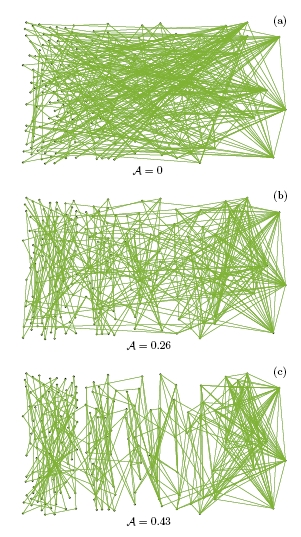
مرتبط

همسنخ‌جویی به نوعی همان همبستگی درجه رأس است. این همبستگی به طرق گوناگونی قابل محاسبه است. دو تا از روش‌های محاسبه‌ی این همبستگی،محاسبه نمای همبستگی {\displaystyle \mu } و ضریب همسنخ جویی‌ {\displaystyle r} هستند. در این بخش به روش محاسبه‌ی این دو کمیت می‌پردازیم.

### نمای همبستگی
اگر {\displaystyle P(k^{\prime }|k)} را احتمال این در نظر بگیریم که رأسی با درجه {\displaystyle k}، همسایه‌ای با درجه {\displaystyle k^{\prime }}  داشته باشد. آنگاه می‌توان میانگین درجه رأس همسایه‌های رأسی با درجه‌ی {\displaystyle k} ،  از رابطه‌ی زیر بدست خواهد آمد.
{\displaystyle k_{nn}(k)=\sum _{k^{\prime }}k^{\prime }p(k^{\prime }|k)}
حال اگر میانگین درجه رأس همسایه‌ها {\displaystyle k_{nn}(k)} به عنوان تابعی از {\displaystyle k} را بتوانیم به تابعی نمایی برازش کنیم، میتوان نمای تابع، {\displaystyle \mu }،را به عنوان کمیتی برای سنجش همسنخ‌جویی گزارش کنیم. این کمیت را نمای همبستگی درجه رئوس می‌نامیم.
{\displaystyle k_{nn}(k)\approx ak^{\mu }}
این کمیت برای شبکه‌های همسنخ‌جو مثبت، برای شبکه‌های همسنخ‌گریز منفی و برای شبکه‌های خنثی صفر است.
حال به محاسبه‌ی این کمیت برای یک شبکه تصادفی می‌پردازیم.
احتمال اتصال دو رأس با درجات{\displaystyle k} و {\displaystyle k^{\prime }} را، {\displaystyle e_{kk^{\prime }}} می‌نامیم. همینطور احتمال وجود رأسی با درجه {\displaystyle k} در انتهای یک یال که به تصادف انتخاب شده را، {\displaystyle q_{k}={\frac {kp(k)}{<k>}}} می‌نامیم. برای یک شبکه‌ی تصادفی رابطه زیر برقرار است.
{\displaystyle e_{kk^{\prime }}=q_{k}q_{k^{\prime }}}
بنابر این احتمال شرطی را می‌توان به طریق زیر محاسبه‌کرد.
{\displaystyle p(k^{\prime }|k)={\frac {e_{kk^{\prime }}}{\sum _{k^{\prime }}e_{kk^{\prime }}}}={\frac {q_{k}q_{k^{\prime }}}{\sum _{k^{\prime }}q_{k}q_{k^{\prime }}}}=q_{k^{\prime }}}
بنابراین برای {\displaystyle k_{nn}} خواهیم داشت:
{\displaystyle k_{nn}(k)=\sum _{k^{\prime }}k^{\prime }p(k^{\prime }|k)=\sum _{k^{\prime }}k^{\prime }q_{k^{\prime }}=\sum _{k^{\prime }}k^{\prime }{\frac {k^{\prime }p(k^{\prime })}{<k^{\prime }>}}={\frac {<k^{\prime 2}>}{<k^{\prime }>}}}
که مقداری ثابتی است بنابراین تابع برازش شده نمای صفر دارد.
{\displaystyle k_{nn}(k)={\frac {<k^{2}>}{<k>}}\cdot k^{\mu =0}}
بنابراین مطابق آنچه انتظار می‌رفت شبکه تصادفی یک شبکه خنثی است.

#### ضریب همسنخ‌جویی[۲]
برای بیان کمّی همسنخ‌جویی می‌توان به جای نمای همبستگی {\displaystyle \mu } از ضریب همبستگی همسنخ‌جویی{\displaystyle r} استفاده کرد که توسط مارک نیومن پیشنهاد شده‌است.
ضریب همسنخ‌جویی {\displaystyle r} از ضریب همبستگی پیرسون بدست می‌آید.
{\displaystyle r={\frac {\sum _{jk}{jk(e_{jk}-q_{j}q_{k})}}{\sigma _{q}^{2}}}}
که در آن مخرج از رابطه‌ی {\displaystyle \sigma _{q}^{2}=\sum _{k}k^{2}q_{k}-[\sum _{k}kq_{k}]^{2}} بدست می‌آید.
درحالت کلی ضریب همسنخ‌جویی {\displaystyle r}، عددی بین منفی یک و یک است. ضریب مثبت بیانگر همسنخ‌جویی و ضریب منفی بیانگر همسنخ‌گریزی است.

## همسنخ‌جویی/گریزی ساختاری
در مواقعی خاصیت همسنخ‌جویی/گریزی می‌تواند ناشی از ساختار شبکه به ویژه تابع توزیع درجه رئوس باشد. در مواقعی این همسنخ‌جویی/گریزی قابل اتکاست که این خاصیت ریشه در روابط خود اجزاء(رئوس) داشته باشد. برای تشخیص این نوع همسنخ‌جویی/گریزی ما در اتصالات شبکه تغییراتی ایجاد می‌کنم بدون آنکه تابع توزیع درجه رأس آن تغییری کند. در این حالت ‌اگر خاصیت همسنخ‌جویی/گریزی شبکه تغییر کرد، می‌توان علت این خاصیت را نوع ارتباط بین اجزاء خود شبکه در نظر گرفت.  